# Renard R.35
Renard R.35 — единственный в истории авиации пассажирский самолёт, построенный Бельгией.

## История
Разработка самолёта началась в 1935 году. Основным покупателем самолёта стала бельгийская авиакомпания SABENA, которая нуждалась в высотных пассажирских самолётах, способных развивать большую скорость. 3 апреля 1936 года был подписан контракт, позволявший заказчику приобрести один прототип с возможностью покупки ещё пяти экземпляров.
11 апреля 1938 года прототип самолёта R.35 совершил первый взлёт. Во время полёта самолёт разбился, а лётчик Жорж ван Дамм, пилотировавший его, погиб. На создание второго самолёта SABENA не дала денежных средств.
Был разработан также бомбардировочный вариант самолёта R.35B, но военные не были заинтересованы в данном проекте. В 1939 году вся программа R.35 была свёрнута, а проект — закрыт.

## Лётные данные

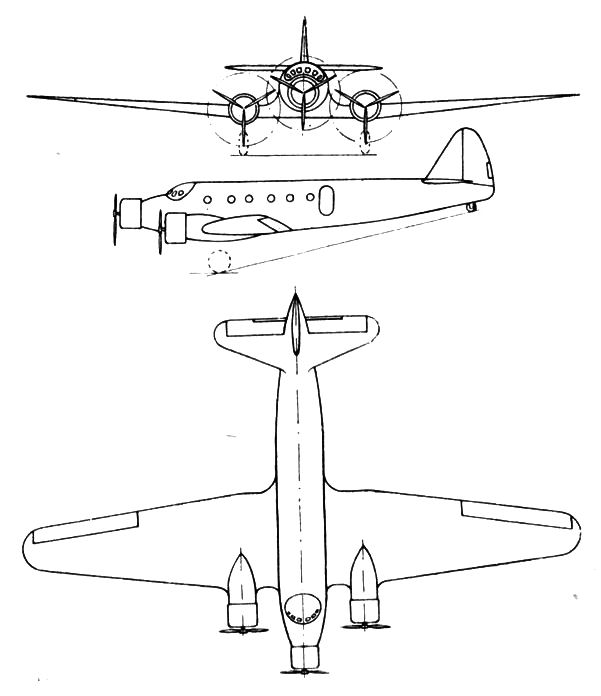
Renard R.35

Источник данных: http://www.airwar.ru/enc/cw1/r35.html

Технические характеристики
- Экипаж: 2 человека
- Пассажировместимость: 20 человек
- Длина: 17,5 метров
- Размах крыла: 25,5 метров
- Высота: 5,5 метров
- Масса пустого: 6100 кг
- Максимальная взлётная масса: 10500 кг
- Силовая установка: 3 × Gnome-Rhône 9K
- Мощность двигателей: 3 × 750 л.с. (3 × 560 кВт)
- Воздушный винт: трёхлопастный

Лётные характеристики
- Максимальная скорость: 435 км/ч
- Крейсерская скорость: 350 км/ч
- Практическая дальность: 1800 км
- Практический потолок: 9000 метров